# Малапо
Малапо (тонг. Malapo) — невелике село в східному районі Тонгатапу в королівстві Тонга. Розташований поблизу перехрестя доріг, де головна дорога до Нукуалофи розщеплюється на шляху до Муа й за її межами, і дорогою до аеропорту поблизу Фуаамоту. Поруч розташоване село Холонга.
Станом на 2016 рік у селі проживало 576 осіб у 107 садибах.